# Castianeira walsinghami
Castianeira walsinghami es una especie de araña araneomorfa del género Castianeira, familia Corinnidae. Fue descrita científicamente por O. Pickard-Cambridge en 1874.
Habita en los Estados Unidos y Canadá.